# Jabib Nurmagomédov
Jabib Abdulmanápovich Nurmagomédov (en ruso: Хабиб Абдулманапович Нурмагомедов; en avar: ХIабиб ГӀабдулманапил НурмухӀамадов; también conocido como Khabib Nurmagomédov de acuerdo a la transliteración inglesa; 20 de septiembre de 1988) es un ex artista marcial mixto, practicante de sambo y entrenador ruso. Ha sido dos veces campeón del mundo de sambo y también del Campeonato Mundial de Peso Ligero en la Ultimate Fighting Championship (UFC). Hasta la fecha de hoy, posee la racha invicta más larga en MMA, con 29 victorias; permaneció invicto en toda su carrera profesional. Procedente de la república rusa de Daguestán, es el primer ruso en ganar un título en UFC.
Nurmagomédov es considerado como uno de los mejores peleadores de artes marciales mixtas de la historia. Es el primer musulmán en ganar un título de UFC. Está entrenado en sambo, judo y lucha. Su estilo de agarre lo ha convertido en uno de los atletas más dominantes en la historia de las artes marciales mixtas. Nurmagomédov es la celebridad rusa con más seguidores en Instagram, con más de 40 millones de seguidores.

## Biografía
Nurmagomédov nació en una familia Avar el 20 de septiembre de 1988, en el pueblo de Sildi en el distrito Tsumadinsky de RASS de Daguestán, una república autónoma dentro de la RSFS de Rusia, Unión Soviética antes de mudarse a Majachkalá, la capital de Daguestán, en su infancia. Es el segundo de tres hijos, tiene un hermano mayor, Magomed, y una hermana menor, Amina. La familia de su padre se había mudado de Sildi, distrito de Tsumadinsky, a Kirovaul, donde su padre convirtió la planta baja de su edificio de dos pisos en un gimnasio. Nurmagomédov creció en el hogar con sus hermanos y primos. Su interés en las artes marciales comenzó al ver a los estudiantes entrenar en el gimnasio.
Como es común con muchos niños en Daguestán, comenzó a luchar desde una edad temprana: él comenzó a los ocho años bajo la tutela de su padre Abdulmanap Nurmagomedov. Atleta condecorado y veterano del Ejército, su padre también había luchado desde una edad temprana, antes de recibir entrenamiento en judo y sambo en el ejército. 
En 2001, su familia se mudó a Majachkalá, donde entrenó en lucha desde los 12 años, y judo desde los 15. Reanudó el entrenamiento en sambo, con su padre, a los 17. Según Nurmagomédov, la transición de la lucha al judo fue difícil, pero su padre quería que se acostumbrara a competir en un gi. Abdulmanap fue entrenador sénior del equipo nacional de sambo de combate en la República de Daguestán, entrenando a varios atletas en sambo en Makhachkala (Rusia). Nurmagomédov se metía con frecuencia en peleas callejeras en su juventud, antes de centrar su atención en las artes marciales mixtas.

## Carrera en artes marciales mixtas

### Comienzos
Nurmagomédov hizo su debut profesional en MMA en septiembre de 2008 y obtuvo cuatro victorias en menos de un mes. El 11 de octubre, se convirtió en el campeón inaugural del torneo Atrium Cup, tras derrotar a sus tres oponentes en el evento de Moscú. Durante los siguientes tres años se mantuvo invicto, terminando con 11 de 12 oponentes. Esto incluye una finalización por armlock en la primera ronda del futuro retador al título de Bellator, Shahbulat Shamhalaev, que marcó su debut en M-1 Global. En 2011, compitió en siete peleas por la promoción ProFC, todas las cuales ganó por nocaut técnico o sumisión.
Un récord de 16-0 en los circuitos regionales de Rusia y Ucrania fue suficiente para obtener una llamada de UFC. Más tarde, el padre de Khabib reveló en una entrevista que debido a una disputa contractual con ProFC tenían 11 casos judiciales que impugnaban la legitimidad del contrato UFC de Khabib. Después de perder seis y ganar cinco casos, llegaron a un acuerdo y Khabib pudo continuar su carrera.

### Ultimate Fighting Championship

#### 2012
En su debut en la UFC, Nurmagomédov se enfrentó a Kamal Shalorus el 20 de enero de 2012 en UFC on FX 1. Nurmagomédov ganó la pelea por estrangulamiento en el tercer asalto.
Nurmagomédov se enfrentó a Gleison Tibau el 7 de julio de 2012 en UFC 148. Nurmagomédov ganó la pelea por decisión unánime.

#### 2013
Nurmagomédov se enfrentó a Thiago Tavares el 19 de enero de 2013 en UFC on FX 7. Nurmagomédov ganó la pelea por nocaut en el primer asalto. Después de la pelea, Tavares dio positivo por Drostanolona, un esteroide anabólico, y recibió una suspensión de 9 meses.
El 25 de mayo de 2013, Nurmagomédov se enfrentó a Abel Trujillo en UFC 160. Nurmagomédov ganó la pelea por decisión unánime. En los pesajes, Nurmagomédov superó el límite permitido, con un peso de 158,5 libras. Le dieron dos horas para reducir al peso ligero máximo de 156 libras, pero eligió entregar un porcentaje de su paga a Trujillo y la pelea fue disputada en un peso intermedio. En el transcurso de la pelea, Nurmagomédov estableció un nuevo récord de UFC con 21 derribos de 27 intentos.
El 21 de septiembre de 2013, Nurmagomédov se enfrentó a Pat Healy en UFC 165. Nurmagomédov ganó la pelea por decisión unánime. Al asistir a su primera conferencia de prensa posterior al evento, el presidente de UFC, Dana White, elogió al relativamente recién llegado diciendo: "Ese derribo, cuando lo levanta y lo golpea, al estilo de Matt Hughes. Eso me recordó al viejo Matt Hughes donde dirigía un chico a través del octágono y golpearlo. El chico es emocionante. Probablemente vamos a hacer grandes cosas con este chico".

#### 2014
Nurmagomédov se enfrentó a Rafael dos Anjos el 19 de abril de 2014 en UFC on Fox 11. Nurmagomédov ganó la pelea por decisión unánime.

#### 2016
Tras casi dos años de ausencia, Nurmagomédov volvió y se enfrentó a Darrell Horcher el 16 de abril de 2016 en UFC on Fox 19. Nurmagomédov ganó la pelea por nocaut técnico en el segundo asalto.
Se esperaba que Jabib se enfrentara al entonces campeón de peso ligero de UFC, Eddie Alvarez, en el UFC 205 o en UFC 206, y Dana White lo había confirmado en Twitter. Sin embargo, el 26 de septiembre, UFC reveló que Alvarez defendería el título contra Conor McGregor. Jabib expresó su descontento en las redes sociales, llamando a Alvarez "mierda" y acusando a UFC de ser un "circo".
Nurmagomédov se enfrentó a Michael Johnson el 12 de noviembre de 2016 en el UFC 205. Ganó el combate con una sumisión (Kimura) en el tercer asalto.

#### 2017
La pelea con Ferguson fue programada por tercera vez para UFC 209 el 4 de marzo de 2017, por el Campeonato Interino de Peso Ligero. Khabib, sin embargo, enfermó debido a un corte de peso fallido, y como resultado, la pelea fue cancelada.
Nurmagomédov se enfrentó a Edson Barboza el 30 de diciembre de 2017 en UFC 219. Nurmagomédov dominó los tres asaltos, derribando a Barboza repetidamente y golpeándolo en la lona. El ruso ganó la pelea por decisión unánime.

#### 2018
La pelea con Tony Ferguson (el campeón interino de la división de peso ligero) había sido programada por cuarta vez y se esperaba que tuviera lugar el 7 de abril de 2018 en UFC 223. La pelea se promocionó como la pelea por el cinturón del Campeón de peso ligero. Título que dejaba vacante Conor McGregor. Enfrentaba a Khabib como aspirante de pleno derecho por ranking y a Tony Ferguson como unificador de los títulos de campeón y campeón interino.
Sin embargo, el 1 de abril de 2018, se informó que Tony Ferguson se lesionó la rodilla y que había sido reemplazado por Max Holloway por el título de peso ligero. El 6 de abril de 2018, Holloway fue retirado de la pelea por los doctores de UFC ya que no estaba médicamente apto para competir por miedo a su salud por el corte de peso, y la pelea fue cancelada. El UFC luego buscó reemplazar a Holloway con Anthony Pettis, pero hubo un desacuerdo sobre cuánto se pagaría a Pettis. El UFC entonces tenía como objetivo que Paul Felder peleara contra Khabib por el título, sin embargo, NYSAC no aceptó la pelea, supuestamente debido a problemas con los rankings.  
Finalmente Al Iaquinta se presentó como contendiente por el título. De esta forma el cinturón de campeón se disputó entre el número 2 y el número 10 del ranking de UFC. 
Sin embargo, debido a que Iaquinta pesaba 155,2 libras, por encima del límite de peso del campeonato, era ilegible para el título si lo ganaba. A pesar de ello, Dana White expresó que sería considerado campeón por el UFC, y tratado como tal en la medida de lo posible bajo las regulaciones.
Jabib Nurmagomédov ganó el combate contra Al Iaquinta por decisión unánime para convertirse en Campeón de peso ligero de la UFC.
El viernes 3 de agosto de 2018, se anunció que Nurmagomédov haría su primera defensa del título ligero de UFC contra Conor McGregor en UFC 229 el 6 de octubre en Las Vegas. En el evento, Numagomedov derrotó a McGregor en el cuarto asalto por sumisión en una dominante actuación sobre el irlandés. Después de la pelea, Nurmagomédov salió del octágono e intentó atacar al compañero de equipo de McGregor, Dillon Danis, lo que resultó en una pelea entre los dos equipos. El evento obtuvo 2,4 millones de compras de pago por evento, la mayor cantidad jamás registrada para un evento de artes marciales mixtas.

#### 2019
En junio de 2019, Nurmagomédov firmó un nuevo contrato de múltiples peleas con UFC. En la primera pelea de su nuevo acuerdo, Nurmagomédov hizo la segunda defensa de su título contra el campeón interino de peso ligero Dustin Poirier el 7 de septiembre de 2019 en el evento principal de UFC 242. Ganó la pelea por sumisión en la tercera ronda. La victoria unificó ambos títulos y le valió a Nurmagomédov su segundo premio de Actuación de la Noche. Él y Poirier se cambiaron las camisetas después de la pelea como muestra de respeto. En su entrevista posterior a la pelea, Nurmagomédov dijo que estaría vendiendo la camisa que Poirier le dio y donando las ganancias a la organización benéfica de Poirier.

#### 2020
Por quinta vez, Nurmagomédov tenía previsto defender su título por tercera vez contra Tony Ferguson el 18 de abril de 2020 en UFC 249. Sin embargo, Nurmagomédov eligió la auto-cuarentena y Rusia restringió los viajes aéreos debido a la pandemia de COVID-19. Se anunció que Ferguson se enfrentará a Justin Gaethje como reemplazo de Nurmagomédov. Gaethje ganó la pelea por nocaut técnico en el quinto asalto, poniendo así fin a la racha de victorias de Ferguson y asegurándose una oportunidad por el título indiscutible contra Nurmagomédov.
El 24 de octubre de 2020, posterior a su defensa triunfal del título frente a Justin Gaethje en UFC 254, Khabib anuncia su retiro de las MMA con un récord de veintinueve peleas ganadas y cero peleas perdidas. En su entrevista posterior a la pelea, Nurmagomédov anunció su retiro de las artes marciales mixtas. Explicó que le había prometido a su madre que no seguiría peleando sin su difunto padre, "De ninguna manera voy a venir aquí sin mi padre. Fue la primera vez después de lo que pasó con mi padre, cuando UFC me llamó por Justin, hablé con mi madre tres días. Ella no quiere que vaya a pelear sin mi papá, pero le prometí que sería mi última pelea. Si le doy mi palabra, tengo que cumplirla. Esta es mi última pelea aquí". Esta victoria le valió el premio Actuación de la Noche.

## Estilo de pelea
Nurmagomédov emplea un estilo basado en la lucha libre de presión implacable contra sus oponentes, a menudo descrito como "mutilación". Usando una variedad de derribos de lucha libre y judo/sambo, obliga a sus oponentes contra la jaula y les ata las piernas y un brazo para evitar que escapen. Desde esta posición, agota a sus oponentes forzando su peso contra ellos y ataca con golpes medidos que sus oponentes a menudo no pueden defender. A partir de UFC 254, diecinueve de sus veintinueve victorias se habían producido por TKO / KO o sumisión. El árbitro de UFC Herb Dean dijo que Nurmagomédov le habla constantemente a sus oponentes durante las peleas.
El ex campeón de peso pesado de UFC en tres ocasiones y dos veces campeón de peso semipesado de UFC, Randy Couture, elogió a Nurmagomedov como "brillante". El comentarista de artes marciales mixtas Joe Rogan, cinturón negro tanto en el 10th Planet Jiu-Jitsu como en el jiu-jitsu brasileño, dijo sobre Nurmagomédov: "Es el contendiente de peso ligero más aterrador del mundo" y "está en otro nivel (de lucha) que las probabilidades de vencerlo disminuyen significativamente después del primer minuto y medio".

## Vida personal
Nurmagomédov se casó en junio de 2013, su esposa se llama Patimat. La pareja estudió en la misma escuela en el pueblo de Sildi en Daguestán. Tiene una hija nacida el 1 de junio de 2015 llamada Fátima y dos hijos, uno nacido el 30 de diciembre de 2017 llamado Magomed en honor al bisabuelo de Jabib y otro nacido el 22 de diciembre de 2019. Entre los primos de Nurmagomédov se encuentra los peleadores de UFC Abubakar Nurmagomedov y Umar Nurmagomedov. También es primo del campeón de peso ligero de Bellator Usman Nurmagomedov. Es un devoto suní. Habla varios idiomas, incluyendo lenguas caucásicas nororientales, ruso, inglés, turco y árabe. Normalmente lleva un sombrero de astracán o papaja tras los combates y en las conferencias de prensa, como signo de su pertenencia a la cultura de los avares daguestaníes.
En mayo de 2020, el padre de Nurmagomédov, Abdulmanap, fue puesto en coma inducido médicamente después de contraer COVID-19 tras una cirugía cardíaca. Abdulmanap falleció el 3 de julio de 2020 en una clínica en Moscú.

## Campeonatos y logros
| - Ultimate Fighting Championship - Campeonato de Peso Ligero de UFC (una vez) - Tres defensas titulares exitosas - Primer peleador nacido en Rusia en ganar un campeonato - Primer peleador musulmán en ganar un campeonato - Mayor número de derribos en un combate (UFC 160: 21 derribos de 27 intentos) vs. Abel Trujillo - Actuación de la noche (tres veces) vs. Edson Barboza, Dustin Poirier y Justin Gaethje - Mayor número de victorias por sumisión en peleas por el campeonato mundial de peso ligero en la historia de UFC (3) - Racha ganadora más larga en la historia del peso ligero de UFC (13) - Racha ganadora más larga de la historia de las MMA (29-0) - Atrium Cup - Campeón del torneo Pankration Atrium Cup en 2008 - M-1 Global - Campeonato Selectivo de M-1 - MMAInsider.net - Peleador para Ver (2014) - MMAdna.nl - Actuación del año (2017) (UFC 219: vs. Edson Barboza) - MMA Nuts.com - Peleador Revelación del Año (2013) - KingdomMMA.co.uk - Peleador Revelación del Año (2013) - World MMA Awards - Peleador internacional del año (2016) | - World Combat Sambo Federation - Campeón Mundial de Combat Sambo (Dos veces) - Combat Sambo Federation of Russia - Campeón Nacional Ruso de Combat Sambo - jiu jitsu' - Campeón Mundial de Grappling 2012 - Pankration Federation Russia - Campeón Europeo Pankration |

## Récord en artes marciales mixtas
| Resultado | Récord | Oponente               | Método                            | Evento                                          | Fecha                    | Ronda | Tiempo | Localización            | Notas                                                                |
| --------- | ------ | ---------------------- | --------------------------------- | ----------------------------------------------- | ------------------------ | ----- | ------ | ----------------------- | -------------------------------------------------------------------- |
| Victoria  | 29–0   | Justin Gaethje         | Sumisión técnica (triangle choke) | UFC 254                                         | 24 de octubre de 2020    | 2     | 1:34   | Abu Dabi                | Defendió el Campeonato de Peso Ligero de UFC; Actuación de la Noche. |
| Victoria  | 28–0   | Dustin Poirier         | Sumisión (rear-naked choke)       | UFC 242                                         | 7 de septiembre de 2019  | 3     | 2:06   | Abu Dabi                | Defendió el Campeonato de Peso Ligero de UFC; Actuación de la Noche. |
| Victoria  | 27–0   | Conor McGregor         | Sumisión (neck crank)             | UFC 229                                         | 6 de octubre de 2018     | 4     | 3:03   | Paradise, Nevada        | Defendió el Campeonato de Peso Ligero de UFC.                        |
| Victoria  | 26–0   | Al Iaquinta            | Decisión (unánime)                | UFC 223                                         | 7 de abril de 2018       | 5     | 5:00   | Brooklyn, New York      | Ganó el Campeonato de Peso Ligero de UFC vacante.                    |
| Victoria  | 25–0   | Edson Barboza          | Decisión (unánime)                | UFC 219                                         | 30 de diciembre de 2017  | 3     | 5:00   | Las Vegas, Nevada       | Actuación de la Noche.                                               |
| Victoria  | 24–0   | Michael Johnson        | Sumisión (kimura)                 | UFC 205                                         | 12 de noviembre de 2016  | 3     | 3:12   | New York City, New York |                                                                      |
| Victoria  | 23–0   | Darrell Horcher        | TKO (golpes)                      | UFC on Fox: Teixeira vs. Evans                  | 16 de abril de 2016      | 2     | 3:38   | Tampa, Florida          |                                                                      |
| Victoria  | 22–0   | Rafael dos Anjos       | Decisión (unánime)                | UFC on Fox: Werdum vs. Browne                   | 19 de abril de 2014      | 3     | 5:00   | Orlando, Florida        |                                                                      |
| Victoria  | 21–0   | Pat Healy              | Decisión (unánime)                | UFC 165                                         | 21 de septiembre de 2013 | 3     | 5:00   | Toronto                 |                                                                      |
| Victoria  | 20–0   | Abel Trujillo          | Decisión (unánime)                | UFC 160                                         | 25 de mayo de 2013       | 3     | 5:00   | Las Vegas, Nevada       |                                                                      |
| Victoria  | 19–0   | Thiago Tavares         | KO (golpes y codazos)             | UFC on FX: Belfort vs. Bisping                  | 19 de enero de 2013      | 1     | 1:55   | São Paulo               | Tavares dio positivo por drostanolona.                               |
| Victoria  | 18–0   | Gleison Tibau          | Decisión (unánime)                | UFC 148                                         | 7 de julio de 2012       | 3     | 5:00   | Las Vegas, Nevada       |                                                                      |
| Victoria  | 17–0   | Kamal Shalorus         | Sumisión (rear-naked choke)       | UFC on FX: Guillard vs. Miller                  | 20 de enero de 2012      | 3     | 2:08   | Nashville, Tennessee    | Retorno peso ligero                                                  |
| Victoria  | 16–0   | Arymarcel Santos       | TKO (golpes)                      | ProFC 36: Battle on the Caucas                  | 22 de octubre de 2011    | 1     | 3:33   | Jasaviurt               |                                                                      |
| Victoria  | 15–0   | Vadim Sandulitsky      | Sumisión (triangle choke)         | ProFC / GM Fight: Ukraine Cup 3                 | 15 de septiembre de 2011 | 1     | 3:01   | Odessa                  |                                                                      |
| Victoria  | 14–0   | Hamiz Mamedov          | Sumisión (triangle choke)         | ProFC 30: Battle on Don                         | 5 de agosto de 2011      | 1     | 3:51   | Rostov del Don          |                                                                      |
| Victoria  | 13–0   | Kadzhik Abadzhyan      | Sumisión (triangle choke)         | ProFC: Union Nation Cup Final                   | 2 de julio de 2011       | 1     | 4:28   | Rostov del Don          |                                                                      |
| Victoria  | 12–0   | Ashot Shahinyan        | TKO (golpes)                      | ProFC: Union Nation Cup 15                      | 5 de mayo de 2011        | 1     | 2:18   | Rostov del Don          |                                                                      |
| Victoria  | 11–0   | Said Khalilov          | Sumisión (kimura)                 | ProFC: Union Nation Cup 14                      | 9 de abril de 2011       | 1     | 3:16   | Rostov del Don          |                                                                      |
| Victoria  | 10–0   | Alexander Agafonov     | TKO (parada del equipo)           | M-1 Selection Ukraine 2010: The Finals          | 17 de febrero de 2011    | 2     | 5:00   | Kiev                    |                                                                      |
| Victoria  | 9–0    | Vitaliy Ostrovskiy     | TKO (golpes)                      | M-1 Selection Ukraine 2010: Clash of the Titans | 18 de septiembre de 2010 | 1     | 4:06   | Kiev                    |                                                                      |
| Victoria  | 8–0    | Oleg Bagov             | Decisión (unánime)                | Golden Fist Russia                              | 10 de junio de 2010      | 2     | 5:00   | Moscú                   | Retorno peso wélter                                                  |
| Victoria  | 7–0    | Shahbulat Shamhalaev   | Sumisión (armbar)                 | M-1 Challenge 2009: Selections 9                | 3 de noviembre de 2009   | 1     | 4:36   | San Petersburgo         | Ganó el Torneo de Selección de M-1; Retorno peso ligero              |
| Victoria  | 6–0    | Eldar Eldarov          | TKO (golpes)                      | Tsumada Fighting Championship 3                 | 8 de agosto de 2009      | 2     | 2:44   | Agvali                  |                                                                      |
| Victoria  | 5–0    | Said Akhmed            | TKO (golpes)                      | Tsumada Fighting Championship 3                 | 8 de agosto de 2009      | 1     | 2:05   | Agvali                  | Debut en peso wélter                                                 |
| Victoria  | 4–0    | Shamil Abdulkerimov    | Decisión (unánime)                | Pankration Atrium Cup                           | 11 de octubre de 2008    | 2     | 5:00   | Moscú                   |                                                                      |
| Victoria  | 3–0    | Ramazan Kurbanismailov | Decisión (unánime)                | Pankration Atrium Cup                           | 11 de octubre de 2008    | 2     | 5:00   | Moscú                   |                                                                      |
| Victoria  | 2–0    | Magomed Magomedov      | Decisión (unánime)                | Pankration Atrium Cup                           | 11 de octubre de 2008    | 2     | 5:00   | Moscú                   |                                                                      |
| Victoria  | 1–0    | Vusal Bayramov         | Sumisión (triangle choke)         | CSFU: Champions League                          | 13 de septiembre de 2008 | 2     | 2:20   | Poltava                 |                                                                      |